# آنان قایقی خریدند
آنان قایقی خریدند (انگلیسی: They Bought a Boat) یک فیلم کمدی صامت کوتاه به کارگردانی آرتور هاتلینگ است که در سال ۱۹۱۴ منتشر شد. از بازیگران این فیلم می‌توان به بیلی باورز و اولیور هاردی اشاره کرد.